# Zelotes tuckeri
Zelotes tuckeri är en spindelart som beskrevs av Roewer 1951. Zelotes tuckeri ingår i släktet Zelotes och familjen plattbuksspindlar. Inga underarter finns listade i Catalogue of Life.